# 다르마
다르마(산스크리트어·힌디어: धर्मः) 또는 담마(팔리어: धम्म)는 인도계 종교의 자연법으로 불리는 개념으로, 인도계 종교에서 중요한 교리이다. 한자로는 법(法)이라고 한다.
그 기원은 오래된 것으로서 베다에서는 신적 의지(神的意志)에 대해 인간 편에 서서 인간생활에 질서를 부여하는 것이라는 의미로 사용된 이래 오늘에 이르기까지 일반적으로 최고의 진리, 혹은 종교적 규범, 사회 규범(법률 · 제도 · 관습), 행위적 규범(윤리 · 도덕) 등 넓은 범위에 걸친 규범이라는 의미로 사용되고 있다.

## 힌두교에서의 다르마
힌두교에서의 다르마는 일반적으로 인간의 참된 본질을 정의하는 데 관계되는 용어로의 의(義), 인간의 도덕과 윤리의 기초, 우주의 법칙, 베다 의식, 카스트 제도, 시민 및 범죄법 그리고 모든 종교의 기초를 뜻한다. 그리하여 힌두교에서는 자신들의 전통을 '사나타나 다르마', 즉 '영원한 종교'라고 부른다. 다르마가 각 개인에게 적용되는 용어로 사용될 때는 카르마(karma), 즉 인간 행위의 '업'(業)이라는 뜻과 밀접한 관계를 갖는다. 왜냐하면 인간 행위의 규범으로서의 다르마는 '카르마'라는 인간 행위를 수반할 수밖에 없기 때문이다. 따라서 정의롭고 올바른 행위, 곧 선업을 행하는 것은 바른 다르마를 수행하는 길이 된다.

## 불교에서의 다르마
불교에서의 다르마는 교법, 최고의 진리, 법칙, 도리, 존재, 실체, 모든 존재(일체법) 등 다양한 뜻이 있다.
불교의 불법승(佛法僧) 3보(三寶) 가운데 법보(法寶)라고 할 때 법은 교법(敎法) · 이법(理法) · 행법(行法) · 과법(果法)의 4법을 뜻한다. 이 가운데 교법(敎法)은 좁은 의미에서 고타마 붓다의 가르침을 뜻하고, 넓은 의미에서 3세제불(三世諸佛)의 가르침 즉 모든 부처 즉 깨달은 자의 가르침 또는 불교 경전들에 나타난 가르침 전체를 뜻한다. 이법(理法)은 교법이 가리키고 해설하고 있는 진리를 뜻하며, 행법(行法)은 이법 즉 진리를 성취하게 하는 계(戒) · 정(定) · 혜(慧) 등의 방편 또는 수행을 뜻하며, 과법(果法)은 행법이 원만해졌을 때 증득되는 이법 즉 진리 즉 열반을 뜻한다. 따라서, 법보(法寶)의 법은 불교의 교의(가르침) · 수행(도리, 방편) · 진리를 모두 뜻한다.
부파불교의 아비달마와 대승불교의 유식학과 불교 일반에서 일체법(一切法), 법상(法相) 또는 제법분별(諸法分別)이라고 할 때의 법은 존재 또는 실체를 뜻하며, 주로 현상 세계의 존재 즉 유위법을 뜻한다. 그리고 이러한 존재 또는 실체 즉 법의 본질적 성질을 자성(自性) 또는 자상(自相)이라 한다. 이에 비해 법성(法性)이라고 할 때의 법은 진리 즉 무위법의 진여(眞如)를 뜻하며 법성을 다른 말로는 진성(眞性)이라고도 한다.

### 정의
불교에서 법은 그 뜻이 매우 복잡하며 다음과 같이 여러 가지 뜻으로 사용되고 있다.
1. 교법: 교설(敎說)이나 성전(聖典)
2. 최고의 진리: 깨달음의 내용
3. 법칙: 일체의 현실 존재로 하여금 현재의 상태로 존재케 하고 있는 법칙과 기준
4. 도리: 인간이 실천하여 생활해야 할 도리 · 도(道) 또는 규정[14]
5. 존재, 실체: 객관적으로 독립된 실체 또는 존재[15]
6. 모든 존재(일체법): 법(법칙)에 의해서 지탱되고 있는 유형 · 무형, 심적 · 물적의 일체 존재(存在: 현상), 즉 의식의 대상이 되는 모든 것

#### 일체법·만법·제법
일체법(一切法) · 만법(萬法) 또는 제법(諸法)은 모든 법 즉 '일체(一切)의 존재[法]' 즉 '모든 존재[法]'를 뜻하는 낱말이다. 줄여서 일체(一切)라고도 한다.
법(法)이라는 낱말은 모든 존재(일체법)를 뜻하는 경우로도 사용되는데, 이와 같이 법을 일체의 존재 또는 모든 존재라고 보는 견해는 인도사상(印度思想) 일반에서는 볼 수 없는 불교 독자의 것이며 법에 관한 다방면의 연구가 불교의 중요한 과제로 되어 있다.  특히, 원시불교에 이은 부파불교의 시대에서는 모든 존재(일체법)를 분석하여 고집멸도의 사성제를 뚜렷히 밝히는 작업이 크게 일어났으며, 이러한 분석법은 후대의 대승불교의 유가유식파의 유식론에도 큰 영향을 끼쳤다.

#### 임지자성 궤생물해
법(法)에는 객관적으로 독립된 실체 또는 존재라는 의미가 있는데, 임지자성 궤생물해(任持自性 軌生物解)는 이러한 의미의 법을 정의할 때 흔히 사용되는 문구이다.
중국 법상종의 규기(窺基)는 《성유식론술기(成唯識論述記)》에서 법(法)에 대해 다음과 같이 정의하고 있는데, 이 진술을 더 간단히 요약하여 "임지자성 궤생물해(任持自性 軌生物解)"라고 한다. 이 정의는 대승불교의 유식유가행파의 법(法)에 대한 정의라고 할 수 있다.
法謂軌持。軌謂軌範可生物解。持謂住持不捨自相。

법(法)은 궤지(軌持)를 말한다. 궤(軌)는 [해당 사물이 지닌] 궤범이 [해당] 사물에 대한 앎[解: 인식, 요해, 요별, 지식]을 낼 수 있게 한다는 것을 말한다. 지(持)는 [해당 사물이] 자상(自相)을 지니고 있어서 잃어버리지 않는 것을 말한다.
— 규기 조. 《성유식론술기(成唯識論述記)》, 제1권, T43, p. 239. 한문본

즉, 임지자성(任持自性)은 자신만의 자성(自性) 또는 자상(自相), 즉 본질적 성질을 지니고 있다는 뜻이고, 궤생물해(軌生物解)는 해당 사물에 대한 앎[解, 인식, 요해, 요별, 지식]을 낳게 하는 궤범이라는 뜻이다. 궤범은 사물과 사물 사이에 작용하는 규범, 즉 법칙적 관계를 뜻하는데, '궤생물해'는 해당 사물(법)이 다른 사물(법)들에 대해 가지는 법칙적 관계, 즉 본질적 작용이 해당 사물(법)을 앎[解]에 있어서 결정적인 역할을 한다는 것을 말한다.
예를 들어, 5온 중의 하나인 수온, 즉 마음작용 중의 하나인 수(受)는 고수(苦受) · 낙수(樂受) · 불고불락수(不苦不樂受)의 3수(三受)로 나뉘는데, 3수는 다음과 같이 다른 마음작용인 촉(觸)과 욕(欲)과의 관계에서 파악할 때 아주 명료하게 이해된다.
云何受蘊。謂三領納。一苦二樂三不苦不樂。

樂謂滅時有和合欲。

苦謂生時有乖離欲。

不苦不樂謂無二欲。

수온(受蘊)이란 무엇인가? [지각대상에 대한] 3가지의 느낌[領納, 지각]을 말하는데,
첫 번째는 괴롭다는 느낌[苦受]이고,
두 번째는 즐겁다는 느낌[樂受]이고,
세 번째는 괴롭지도 즐겁지도 않다는 느낌[不苦不樂受]이다.

즐겁다는 느낌[樂受]이란 [그 지각대상이] 사라질 때 [즉, 지각대상과 헤어질 때, 그것과] 다시 만나고 싶어하는 욕구[和合欲]가 있는 것을 말한다.

괴롭다는 느낌[苦受]이란 [그 지각대상이] 생겨날 때 [즉, 지각대상과 만날 때, 그것과] 떨어지고 싶어하는 욕구[乖離欲]가 있는 것을 말한다.

괴롭지도 즐겁지도 않다는 느낌[不苦不樂受]이란 이들 2가지 욕구[欲]가 없는 것을 말한다.
— 세친 조, 현장 한역. 《대승오온론》, T31, p. 848. 한문본

즉, 법을 '임지자성 궤생물해(任持自性 軌生物解)'라고 정의하는 것은, 법은 자기만의 자성 또는 자상을 지니고 있어서 그 자성 또는 자상은 해당 법에 대한 앎[解, 인식, 요해, 요별, 지식]의 궤범이 되어 해당 법을 종합적으로 인식할 수 있게 한다는 것이며, 또한 이러한 사물 또는 존재를 법(法)이라 한다는 것이다.

### 분류
초기불교 이래 불교에서는 모든 존재(諸法 또는 一切)를 분석함에 있어 일반적으로 5온(五蘊), 12처(十二處) 또는 18계(十八界)의 세 분류법으로 분석하였다. 아비달마에 의하면, 모든 존재를 분석함에 있어 이러한 세 가지 분류법이 있는 이유는 가르침을 듣는 사람들의 근기에 상근기 · 중근기 · 하근기의 세 가지 유형이 있기 때문이다. 상근기에게는 5온을, 중근기에게는 12처를, 하근기에게는 18계를 설하였다.
부파불교의 설일체유부에서는 이러한 5온 · 12처 · 18계의 분류방식을 더욱 발전시켜 모든 존재를 색법(色法, 11가지), 심법(心法, 1가지), 심소법(心所法, 46가지), 불상응행법(不相應行法, 14가지), 무위법(無爲法, 3가지)의 5그룹의 75가지 법으로 분류하였는데, 이를 5위 75법(五位七十五法)이라 한다. 대승불교의 유식유가행파와 중국의 법상종에서는, 마찬가지로 5온 · 12처 · 18계의 분류방식을 더욱 발전시켜, 모든 존재를 심법(心法, 8가지) · 심소법(心所法, 51가지) · 색법(色法, 11가지) · 심불상응행법(心不相應行法, 24가지) · 무위법(無爲法, 6가지)의 5그룹의 100가지 법으로 분류하였는데, 이를 5위 100법(五位百法)이라 한다.

## 같이 보기
- 카르마
- 윤회

## 참고 문헌
- 이 문서에는 다음커뮤니케이션(현 카카오)에서 GFDL 또는 CC-SA 라이선스로 배포한 글로벌 세계대백과사전의 내용을 기초로 작성된 글이 포함되어 있습니다.
- 권오민 (2003). 《아비달마불교》. 민족사.
- 세친 지음, 현장 한역, 권오민 번역. 《아비달마구사론》. 한글대장경 검색시스템 - 전자불전연구소 / 동국역경원.[깨진 링크(과거 내용 찾기)]
- 황욱 (1999). 《무착[Asaṅga]의 유식학설 연구》. 동국대학원 불교학과 박사학위논문.